# 中込照明
中込 照明（なかごみ てるあき、1951年 - ）は、作家。山梨県出身。京都大学理学部卒。理学博士。高知大学名誉教授。趣味はピアノ。ゴットフリート・ライプニッツ のモナド論から影響を受けた。

## 著書
- 『万物の起源』、海鳴社、2023年、ISBN 978-4875253600